# Лейбульф
Лейбульф (лат. Leibulf, фр. Leibulfe; д/н — 829/835) — 3-й граф Арлю і Провансу в 824—829/835 роках.

## Життєпис
Ймовірно син Гонтьє, знатного франка, що осів в Арлі. Припускають, що сам Лейбульф народився в Арлі. Втім за іншою версією його батьківщиною є Септиманія. Перша письмова згадка про нього відноситься до 800 року, коли долучився до походу з метою захоплення Барселони, що завершилася успіхом 801 року. Можливо після цього він отримав посаду графа Агда в Септиманії. У 806 році отримав також посаду графа Безьє.
У 812 році Лейбульф перебував в Аахені, де разом з іншими прикордонними графами брав участь у судових засіданням щодо скарги вестготських переселенців. Імператор Карл I підтримав позивачів, звелівши прикордонним графам припинити утиски вестготських переселенців з Іспанії, знизити для них державні податки і відмовитися від захоплення їх земель.
814 року призначається місс-домінік (графом-посланцем) Септиманії, де активно захищав інтереси Анніанського монастиря. У 817 році імператор Людовик I призначив Лейбульфа правителем Готської марки. У 820 році отримав в управління графство Нарбонн, 822 року стає графом-посланцем (місс-домінік) Провансу, а до 824 року стає графом Арлю і фактично правителем південного Провансу. Невдовзі Лейбульф обмінявся землями з Ноттоном, архієпископом Арлю, отримавши місто Камарг, передавши Арльській архиєпархії землі на правому березі Рони. 825 року за клопотанням архікапелана Гільдуїна імператор схвалив цю угоду.
У 828 році разом з дружиною Одою здійснив пожертви Леринському абатству в Провансі. Можливо Лейбульф був засновником абатства Святого Андрія в Іль-де-ла-Капе. У 829 році здійснив останньому пожертву. Це є останнім письмовим свідченням про Лейбульфа. Помер до 835 року.